# Aşağı Salahlı
Aşağı Salahlı (ryska: Ашагы-Салахлы) är en ort i Azerbajdzjan.   Den ligger i distriktet Qazach, i den västra delen av landet, 400 kilometer väster om huvudstaden Baku. Aşağı Salahlı ligger 286 meter över havet och antalet invånare är 1 624.
Terrängen runt Aşağı Salahlı är platt åt nordost, men åt sydväst är den kuperad. Närmaste större samhälle är Çaylı, 9,6 kilometer söder om Aşağı Salahlı.
Trakten runt Aşağı Salahlı består till största delen av jordbruksmark. Runt Aşağı Salahlı är det ganska tätbefolkat, med 72 invånare per kvadratkilometer.